# Theophil Funk
Theophil Funk (* 11. Dezember 1912 in Budapest; † 1. Januar 1983 in Dresden) war ein deutscher methodistischer Theologe und Pastor.

## Leben
Theophil Funk war ein Sohn des Pastors Martin Funk, der mit seiner Frau Martha geb. Scharpff in Budapest eine methodistische Gemeinde betreute. Nach dem Besuch der Schule und der Erlangung seiner Hochschulreife studierte er ab 1931 in Leipzig Theologie, Geschichte und Anglistik. Außerdem hörte er Vorlesungen in Tübingen und Heidelberg mit einem Stipendium der Gustav-Adolf-Stiftung. 
Seine erste Anstellung als Pastor erhielt er im vogtländischen Ellefeld. Im englischen Richmond College absolvierte er ein Praktikum. Bei einer weiteren Beauftragung in einer methodistischen Gemeinde in Linz kam er in Konflikt mit der Gestapo, weil die nationalsozialistischen Okkupanten die Tätigkeit der weltweit agierenden Methodisten mit Argwohn verfolgten. Danach wechselte er noch einmal zu akademischer Tätigkeit, indem er an der Universität Heidelberg seine Dissertation über »Die Anfänge der Laienmitarbeit im Methodismus« anfertigte. Im Jahre 1940 wurde er dort zum Doktor der Theologie promoviert. Obwohl er zur Wehrmacht eingezogen worden war, gelang es ihm, zum Pastor seiner Kirche ordiniert zu werden. Nach der Befreiung vom Nationalsozialismus und seiner Rückkehr zu seiner inzwischen gegründeten Familie wurde er in den Gemeinden Markneukirchen, Greiz und Langenwetzendorf als Geistlicher tätig. Sein Bischof berief ihn zum Jugendsekretär, und später zum Studentensekretär der Methodistischen Kirche. Nach der Loslösung der ostdeutschen von den westdeutschen Methodistengemeinden durch die deutsche Teilung installierte seine Kirche im thüringischen Bad Klosterlausnitz ihre eigene Ausbildungsstätte. 
Mit Beginn der Ausbildung im September 1952 wurde Funk einer der ersten Dozenten. Er unterrichtete die Fächer Neues Testament und Kirchengeschichte, wobei auch die Geschichte des Methodismus und die alten Sprachen Griechisch, Hebräisch und Latein gelehrt wurden. Im Jahre 1961 erhielt er einen Ruf an die methodistische Erlöserkirche von Plauen. Nachdem er dort jahrelang gewirkt hatte, erfolgte eine neue Berufung an die Emmaus-Gemeinde in Dresden. Hier musste er jedoch bald wegen fortschreitender Krankheit aus dem hauptamtlichen Dienst ausscheiden. Aus dieser Zeit ist überliefert, dass er seine Glaubensgeschwister an seinem Krankenbett dafür beten ließ, dass ihm noch Zeit zur Mitwirkung im Gemeindedienst geschenkt werden möchte – eine Bitte, die ihm nach eigenem Bekunden noch zehn arbeitsreiche Jahre geistlicher Arbeit ermöglichte. Auch mit dieser eingeschränkten Gesundheit leitete er z. B. die Kommission für die hauptamtlichen kirchlichen Mitarbeiter. 
Funk war seit 1959 Mitglied der Christlichen Friedenskonferenz (CFK) und besuchte die I. und die II. Allchristliche Friedensversammlung 1961 und 1964 in Prag. Als Mitglied des DDR-Regionalausschusses betreute er die Studienkommission Frieden und Ökumene. 1962 wurde er Mitglied in der Ökumene-Kommission der internationalen CFK und nahm 1963 an deren Tagung in Sagorsk bei Moskau teil. In den 1960er Jahren hatte er auch mehrfach die methodistische Schwesterkirche in Ungarn besucht, wo er in der Landessprache predigen konnte.
Theophil Funk war seit 1941 verheiratet mit Lisbeth geb. Geipel.

## Publikationen
- Ernst Gebhardt, der Evangeliums-Sänger, Stuttgart : Christliches Verlagshaus, 1969
- Sei ein Brief Christi, Berlin : Evangelische Versandbuchhandlung Ekelmann, 1968
- Die Anfänge der Laienmitarbeit im Methodismus, Bremen : Anker-Verl., 1941